# 田中玲美
田中玲美（たなか れみ）とはGyaOの専属女性アナウンサー。東京都出身。

## 略歴
2007年、大学在学中に第1回ギャオーディション 局アナ公開オーディション」で準グランプリを受賞。

## 人物
- れみぽんの愛称は千葉公広(綾団長)という人物が名付け親である。
- アメリカで長期間、生活した事があるため、英語が堪能。
- 中学校の同級生に女性タレントのあびる優がいる（本人談）。

・決戦オーディションにはプロデュースした綾団長も招待したが極度の体調不良により駆け付けることかできなかった
後に田中は手紙で感謝の意を伝えている
・GyaOジョッキーの番組名は、田中玲美が担当者から『考えてきて』と言われその案を綾団長に持ち込み一緒に考えた末に決めた
・結果的に準グランプリであったがグランプリの佐井よりも活動期間が長かった

## 出演
- MIDTOWN TV水曜「サウンドオブミュージック」
- 同「音楽番組を板尾創路」
- MIDTOWN TV金曜「えみり・ジェンヌ」
- GyaOジョッキー「玲美ポンと愉快な仲間達」
- 「今週のおすすめ番組」

### 同期
- 佐井祐里奈
- 鳥井温子
- 寺田真二郎
- 川口りさ
- 植村麻奈美
- 伊東愛